# Maflahi

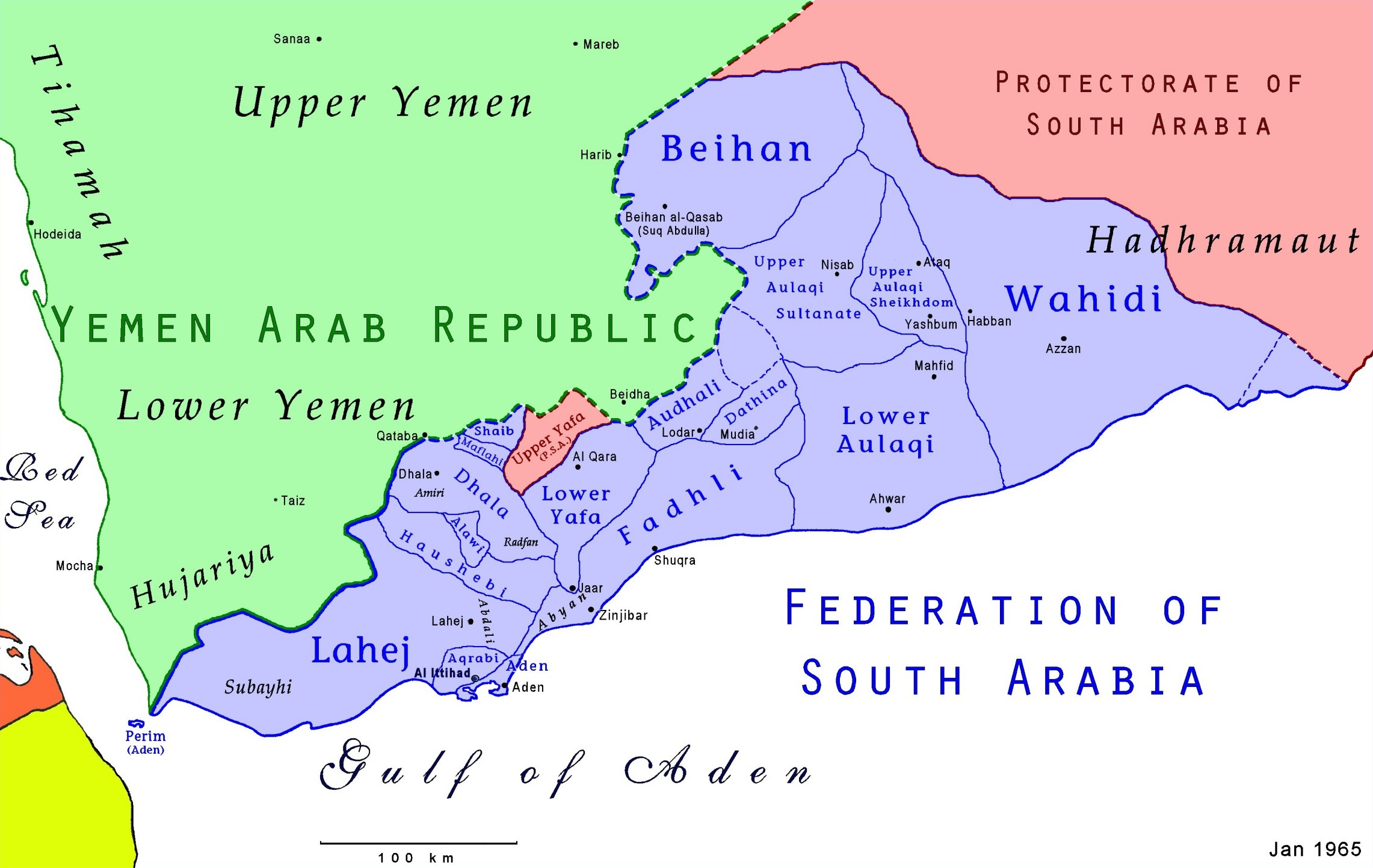
Karte der Südarabischen Föderation

Das Scheichtum Maflahi, Muflahi (arabisch مفلحي Muflaḥī), war ein Staat innerhalb der Südarabischen Föderation, nachdem es kurzzeitig zur Föderation der Arabischen Emirate des Südens gehört hatte.  Ursprünglich war es eines von fünf Scheichtümern gewesen, die Teile von Ober-Yafa gewesen waren. Sein letzter Scheich war Kassim Abdulrahaman Al-Muflahi. Dieser wurde entmachtet und sein Scheichtum ging 1967 in der Volksdemokratischen Republik Jemen auf. Das Gebiet ist heute Teil der Republik Jemen.
In den 1960ern zogen etliche Angehörige der Al-Maflahi-Familie nach Saudi-Arabien, Kuwait, in die Vereinigten Arabischen Emirate und Katar.

## Scheichs
- Qasim al-Sakkaf 1850–1885
- Abd al-Rahman ben al-Qasim al-Sakkaf 1885 - 1920 `
- Qasim ben Abd al-Rahman 1920–1967